# Unione Sportiva Lecce 1990-1991
Questa voce raccoglie le informazioni riguardanti l'Unione Sportiva Lecce nelle competizioni ufficiali della stagione 1990-1991.

## Stagione

Da sinistra: il neoacquisto Mazinho, Pasculli e l'altro volto nuovo Alejnikov durante un allenamento allo stadio Via del mare.

Dopo la conclusione del torneo 1989-90, ancor prima del campionato mondiale di Italia '90, il presidente Franco Jurlano ingaggiò Zbigniew Boniek quale allenatore per la stagione 1990-1991; per il polacco si trattò della prima esperienza in panchina.
In campionato, nonostante un pareggio all'esordio contro i campioni uscenti del Napoli, i salentini furono confinati nella parte bassa della graduatoria: nelle diciassette giornate del girone d'andata i salentini raccolsero, comunque, 15 punti, lasciandosi alle spalle diverse squadre. Nella seconda fase del torneo la situazione peggiorò: i giallorossi ottennero solo 10 punti e retrocessero in Serie B con un turno di anticipo. A condannarli aritmeticamente fu la sconfitta (3-0) subita a Genova con la Sampdoria, che contestualmente si aggiudicò per la prima volta lo scudetto; proprio i neocampioni d'Italia erano stati battuti all'andata (1-0) a Lecce.
Nella Coppa Italia i giallorossi superarono nel doppio confronto del primo turno l'Empoli, dopo i tiri di rigore, e nel secondo turno il Cagliari, ma nel terzo turno furono estromessi dalla competizione dal Milan.

## Divise e sponsor

Da destra: Alejnikov e Virdis, con indosso la divisa alternativa gialla, alle prese con Vázquez in Torino-Lecce (2-0) dell'11 novembre 1990.

Il fornitore tecnico per la stagione 1990-1991 è adidas, mentre lo sponsor ufficiale è Dreher.
| Casa | Casa (2ª versione) | Trasferta |

## Rosa
| N. |                             | Ruolo | Calciatore         |
| -- | --------------------------- | ----- | ------------------ |
|    | Italia (bandiera)           | P     | Giacomo Zunico     |
|    | Italia (bandiera)           | P     | Giuseppe Gatta     |
|    | Italia (bandiera)           | D     | Luigi Garzya       |
|    | Italia (bandiera)           | D     | Simone Altobelli   |
|    | Italia (bandiera)           | D     | Gianluca Conte     |
|    | Italia (bandiera)           | D     | Roberto Amodio     |
|    | Italia (bandiera)           | D     | Egidio Ingrosso    |
|    | Italia (bandiera)           | D     | Antonio Carannante |
|    | Italia (bandiera)           | D     | Giacomo Ferri      |
|    | Italia (bandiera)           | D     | Giuseppe Luceri    |
|    | Italia (bandiera)           | D     | Raimondo Marino    |
|    | Italia (bandiera)           | D     | Andrea Tramacere   |
|    | Unione Sovietica (bandiera) | C     | Sergeij Alejnikov  |
|    | Italia (bandiera)           | C     | Carmelo Russo      |

| N. |                      | Ruolo | Calciatore          |
| -- | -------------------- | ----- | ------------------- |
|    | Italia (bandiera)    | C     | Walter Monaco       |
|    | Italia (bandiera)    | C     | Paolo Benedetti     |
|    | Italia (bandiera)    | C     | Gianfranco Grumo    |
|    | Brasile (bandiera)   | C     | Mazinho             |
|    | Italia (bandiera)    | C     | Antonio Conte       |
|    | Italia (bandiera)    | C     | Francesco Moriero   |
|    | Italia (bandiera)    | C     | Luigi Dima          |
|    | Italia (bandiera)    | A     | Claudio D'Onofrio   |
|    | Italia (bandiera)    | A     | Gianni Gianfreda    |
|    | Italia (bandiera)    | A     | Pietro Paolo Virdis |
|    | Italia (bandiera)    | A     | Alessandro Morello  |
|    | Italia (bandiera)    | A     | Ezio Panero         |
|    | Argentina (bandiera) | A     | Pedro Pasculli      |

## Calciomercato

### Sessione autunnale (novembre 1990)
| Acquisti | Acquisti          | Acquisti      | Acquisti     |
| R.       | Nome              | da            | Modalità     |
| -------- | ----------------- | ------------- | ------------ |
| D        | Simone Altobelli  | Ternana       | definitivo   |
| C        | Sergeij Alejnikov | Juventus      | definitivo   |
| D        | Roberto Amodio    | Avellino      | prestito     |
| C        | Mazinho           | Vasco da Gama | comproprietà |
| A        | Ezio Panero       | Barletta      | definitivo   |

| Cessioni | Cessioni        | Cessioni  | Cessioni   |
| R.       | Nome            | a         | Modalità   |
| -------- | --------------- | --------- | ---------- |
| D        | Giuseppe Luceri | Ternana   | definitivo |
| C        | Dario Levanto   | Casertana | prestito   |
| D        | Ubaldo Righetti | Pescara   | definitivo |
| C        | Juan Barbas     | Locarno   | definitivo |
| A        | István Vincze   | Honvéd    | definitivo |

## Risultati

### Serie A

#### Girone di andata
| Lecce 9 settembre 1990 1ª giornata | Lecce             | 0 – 0 referto | Napoli | Via del Mare\| Arbitro: \| Pairetto (Torino) \| |
| Arbitro:                           | Pairetto (Torino) |               |        |                                                 |

| Arbitro: | Trentalange (Torino) |

|                                              |           |  |
| Piovanelli 31’, 82’ Simeone 51’ Padovano 65’ | Marcatori |  |

| Arbitro: | Boggi (Salerno) |

|              |           |  |
| Pasculli 25’ | Marcatori |  |

| Genova 30 settembre 1990 4ª giornata | Genoa             | 0 – 0 referto | Lecce | Stadio Luigi Ferraris\| Arbitro: \| Frigerio (Milano) \| |
| Arbitro:                             | Frigerio (Milano) |               |       |                                                          |

| Arbitro: | Sguizzato (Verona) |

|  |           |              |
|  | Marcatori | 83’ Di Canio |

| Arbitro: | F. Baldas (Trieste) |

|                                       |           |  |
| Salsano 54’ Rizzitelli 63’ Völler 73’ | Marcatori |  |

| Lecce 28 ottobre 1990 7ª giornata | Lecce                       | 0 – 0 referto | Atalanta | Stadio Via del Mare\| Arbitro: \| Cinciripini (Ascoli Piceno) \| |
| Arbitro:                          | Cinciripini (Ascoli Piceno) |               |          |                                                                  |

| Arbitro: | Guidi (Bologna) |

|                               |           |  |
| Morello 36’ (aut.) Müller 45’ | Marcatori |  |

| Arbitro: | Luci (Firenze) |

|                               |           |  |
| Mazinho 43’ Virdis 49’ (rig.) | Marcatori |  |

| Firenze 25 novembre 1990 10ª giornata | Fiorentina         | 0 – 0 referto | Lecce | Stadio Comunale\| Arbitro: \| Fabricatore (Roma) \| |
| Arbitro:                              | Fabricatore (Roma) |               |       |                                                     |

| Arbitro: | Di Cola (Avezzano) |

|              |           |  |
| Rijkaard 85’ | Marcatori |  |

| Arbitro: | Felicani (Bologna) |

|                         |           |  |
| R. Marino 7’ Virdis 90’ | Marcatori |  |

| Arbitro: | Ceccarini (Livorno) |

|                      |           |                |
| Alejnikov 60’ (aut.) | Marcatori | 14’ A. Morello |

| Arbitro: | Lanese (Messina) |

|                |           |          |
| A. Morello 34’ | Marcatori | 88’ Soda |

| Parma 6 gennaio 1991 15ª giornata | Parma           | 0 – 0 referto | Lecce | Stadio Ennio Tardini\| Arbitro: \| Magni (Bergamo) \| |
| Arbitro:                          | Magni (Bergamo) |               |       |                                                       |

| Arbitro: | D'Elia (Salerno) |

|              |           |  |
| Pasculli 66’ | Marcatori |  |

| Arbitro: | Longhi (Roma) |

|                                                            |           |  |
| Brehme 2’ Matthaus 42’, 47’ (rig.) Pizzi 80’ Klinsmann 90’ | Marcatori |  |

#### Girone di ritorno
| Arbitro: | Mughetti (Cesena) |

|                          |           |                                       |
| Incocciati 8’ Careca 70’ | Marcatori | 34’ (rig.) Pasculli 87’ (rig.) Virdis |

| Arbitro: | Magni (Bergamo) |

|                  |           |            |
| P. Benedetti 22’ | Marcatori | 69’ Calori |

| Arbitro: | Dal Forno (Ivrea) |

|                                    |           |  |
| A. Morello 35’ (aut.) Gregucci 37’ | Marcatori |  |

| Arbitro: | Trentalange (Torino) |

|  |           |                              |
|  | Marcatori | 37’ Eranio 45’, 68’ Skuhravy |

| Torino 24 febbraio 1991 22ª giornata | Juventus           | 0 – 0 referto | Lecce | Stadio delle Alpi\| Arbitro: \| Felicani (Bologna) \| |
| Arbitro:                             | Felicani (Bologna) |               |       |                                                       |

| Arbitro: | Lo Bello (Siracusa) |

|                     |           |           |
| Pasculli 29’ (rig.) | Marcatori | 14’ Muzzi |

| Arbitro: | Amendolia (Messina) |

|                          |           |                   |
| Caniggia 22’ Perrone 47’ | Marcatori | 37’ (rig.) Virdis |

| Arbitro: | Longhi (Roma) |

|             |           |                         |
| Moriero 21’ | Marcatori | 12’ (aut.) P. Benedetti |

| Arbitro: | Sguizzato (Verona) |

|                                      |           |                |
| Ciocci 21’ Amarildo 43’ Barcella 48’ | Marcatori | 81’ A. Morello |

| Arbitro: | Beschin (Legnago) |

|                          |           |  |
| Pasculli 45’ (rig.), 54’ | Marcatori |  |

| Arbitro: | F. Baldas (Trieste) |

|  |           |                                    |
|  | Marcatori | 38’ Simone 71’ Donadoni 90’ Gullit |

| Arbitro: | D'Elia (Salerno) |

|                             |           |  |
| Herrera 31’ Francescoli 61’ | Marcatori |  |

| Arbitro: | Boggi (Salerno) |

|             |           |                                     |
| Mazinho 32’ | Marcatori | 70’ (rig.), 88’ Turkyilmaz 76’ Waas |

| Arbitro: | Beschin (Legnago) |

|          |           |              |
| Soda 84’ | Marcatori | 86’ Pasculli |

| Arbitro: | Stafoggia (Pesaro) |

|                  |           |  |
| P. Benedetti 59’ | Marcatori |  |

| Arbitro: | Lanese (Messina) |

|                                     |           |  |
| Cerezo 2’ M. Mannini 13’ Vialli 30’ | Marcatori |  |

| Arbitro: | Mughetti (Cesena) |

|  |           |                          |
|  | Marcatori | 72’ Bergomi 90’ Matthaus |

### Coppa Italia

#### Turni preliminari
| Lecce 26 agosto 1990 Primo turno - Andata | Lecce           | 0 – 0 | Empoli | Stadio Via del Mare\| Arbitro: \| Boggi (Salerno) \| |
| Arbitro:                                  | Boggi (Salerno) |       |        |                                                      |

| Arbitro: | Guidi (Bologna) |

|                                               |                      |                                                |
| G. Carboni M. Gori Caccia L. Prete De Martino | Tiri di rigore 4 – 5 | Panero P. Benedetti R. Marino Mazinho Pasculli |

| Arbitro: | Di Cola (Avezzano) |

|                                                                   |           |  |
| Pasculli 65’ (rig.) Alejnikov 69’ Firicano 72’ (aut.) Mazinho 79’ | Marcatori |  |

| Arbitro: | De Angelis (Civitavecchia) |

|  |           |            |
|  | Marcatori | 76’ Panero |

#### Fase finale
| Arbitro: | Pezzella (Frattamaggiore) |

|                                                   |           |  |
| G. Ferri 52’ (aut.) Salvatori 83’ M. Agostini 90’ | Marcatori |  |

| Arbitro: | Felicani (Bologna) |

|                             |           |                          |
| D'Onofrio 21’ W. Monaco 81’ | Marcatori | 9’ Massaro 63’ C. Borneo |

## Statistiche

### Statistiche di squadra
Statistiche aggiornate al 26 maggio 1991.
| Competizione | Punti | In casa | In casa | In casa | In casa | In casa | In casa | In trasferta | In trasferta | In trasferta | In trasferta | In trasferta | In trasferta | Totale | Totale | Totale | Totale | Totale | Totale | DR  |
| Competizione | Punti | G       | V       | N       | P       | Gf      | Gs      | G            | V            | N            | P            | Gf           | Gs           | G      | V      | N      | P      | Gf     | Gs     | DR  |
| ------------ | ----- | ------- | ------- | ------- | ------- | ------- | ------- | ------------ | ------------ | ------------ | ------------ | ------------ | ------------ | ------ | ------ | ------ | ------ | ------ | ------ | --- |
| Serie A      | 25    | 17      | 6       | 6       | 5       | 14      | 16      | 17           | 0            | 7            | 10           | 6            | 31           | 34     | 6      | 13     | 15     | 20     | 47     | -27 |
| Coppa Italia |       | 3       | 1       | 2       | 0       | 6       | 2       | 3            | 1            | 1            | 1            | 1            | 3            | 6      | 2      | 3      | 1      | 7      | 5      | +2  |
| Totale       |       | 20      | 7       | 8       | 5       | 20      | 18      | 20           | 1            | 8            | 11           | 7            | 34           | 40     | 8      | 16     | 16     | 27     | 52     | -25 |

### Statistiche dei giocatori
In corsivo i giocatori ceduti a stagione in corso.
| Giocatore     | Serie A  | Serie A | Coppa Italia | Coppa Italia | Totale   | Totale |
| Giocatore     | Presenze | Reti    | Presenze     | Reti         | Presenze | Reti   |
| ------------- | -------- | ------- | ------------ | ------------ | -------- | ------ |
| G. Zunico     | 29       | -40     | 3            | 0            | 32       | -40    |
| G. Gatta      | 5        | -7      | 3            | -5           | 8        | -12    |
| L. Garzya     | 23       | 0       | 3            | 0            | 26       | 0      |
| S. Altobelli  | 3        | 0       | 2            | 0            | 5        | 0      |
| G. Conte      | 0        | 0       | 2            | 0            | 2        | 0      |
| R. Amodio     | 28       | 0       | 3            | 0            | 31       | 0      |
| E. Ingrosso   | 1        | 0       | 1            | 0            | 2        | 0      |
| A. Carannante | 29       | 0       | 4            | 0            | 33       | 0      |
| G. Ferri      | 29       | 0       | 5            | 0            | 34       | 0      |
| G. Luceri     | 0        | 0       | 1            | 0            | 1        | 0      |
| R. Marino     | 15       | 1       | 5            | 0            | 20       | 1      |
| A. Tramacere  | 0        | 0       | 1            | 0            | 1        | 0      |
| S. Alejnikov  | 29       | 0       | 6            | 1            | 35       | 1      |
| C. Russo      | 0        | 0       | -            | -            | 0        | 0      |
| W. Monaco     | 9        | 0       | 4            | 1            | 13       | 1      |
| P. Benedetti  | 31       | 2       | 4            | 0            | 35       | 2      |
| G. Grumo      | 0        | 0       | -            | -            | 0        | 0      |
| Mazinho       | 34       | 2       | 5            | 1            | 39       | 3      |
| A. Conte      | 28       | 0       | 2            | 0            | 30       | 0      |
| F. Moriero    | 27       | 1       | 4            | 0            | 31       | 1      |
| L. Dima       | 0        | 0       | -            | -            | 0        | 0      |
| C. D'Onofrio  | 9        | 0       | 1            | 1            | 10       | 1      |
| G. Gianfreda  | 0        | 0       | -            | -            | 0        | 0      |
| P.P. Virdis   | 21       | 4       | 5            | 0            | 26       | 4      |
| A. Morello    | 32       | 3       | 5            | 0            | 37       | 3      |
| E. Panero     | 19       | 0       | 4            | 1            | 23       | 1      |
| P.P. Pasculli | 33       | 7       | 4            | 1            | 37       | 8      |
| M. Renna      | 0        | 0       | 1            | 0            | 1        | 0      |